# Vis a vis
Vis a vis is een Spaanse televisieserie van Globomedia die eerst uitgezonden werd op Antena 3 en later op Fox. De serie liep in vier seizoenen met in totaal 40 afleveringen tussen 20 april 2015 en 4 februari 2019. Het eerste seizoen had elf afleveringen, het tweede dertien en de laatste twee hadden acht afleveringen. In 2020 verscheen een spin-off genaamd Vis a vis: El oasis.
De serie volgt de belevenissen in een private vrouwengevangenis in Spanje. Macarena Ferreiro, een naïeve jonge vrouw die onterecht wordt veroordeeld voor fraude en belandt in de zwaarbeveiligde vrouwengevangenis Cruz del Sur.

## Verhaal
In de gevangenis wordt Macarena geconfronteerd met de harde realiteit van het gevangenisleven. Ze moet zien te overleven te midden van gewelddadige medegevangenen, corrupte bewakers en de constante dreiging van rivaliserende bendes. Terwijl ze haar onschuld probeert te bewijzen, raakt ze verwikkeld in een web van intriges en geheimen.
De serie belicht niet alleen het persoonlijke verhaal van Macarena, maar ook dat van andere gevangenen en het gevangenispersoneel. Elk personage heeft zijn eigen achtergrondverhaal en innerlijke demonen, wat bijdraagt aan de complexiteit en diepgang van de serie. De relaties tussen de gevangenen evolueren voortdurend, variërend van vriendschap en solidariteit tot rivaliteit en verraad.
"Vis a Vis" wordt geprezen om zijn spannende verhaallijnen, boeiende personages en sterke acteerprestaties. De serie verkent ook thema's als machtsdynamiek, rechtvaardigheid, menselijkheid en de strijd om te overleven in een vijandige omgeving.
Na het einde van de oorspronkelijke serie kreeg "Vis a Vis" een spin-off genaamd "Vis a Vis: El Oasis", die in 2020 werd uitgebracht. Deze spin-off richt zich op de avonturen van Macarena en haar voormalige medegevangene Zulema buiten de gevangenis, terwijl ze een laatste grote overval plannen.
Vis a Vis heeft wereldwijd een grote schare fans verworven en wordt geprezen als een van de beste Spaanse tv-series. Het combineert intense drama, suspense en emotionele momenten om een meeslepende kijkervaring te bieden.

## Rolverdeling
- Maggie Civantos - Macarena Ferreiro Molina (1-4). Jong meisje uit Madrid, veroordeeld tot zeven jaar wegens witwassen en fraude.
- Najwa Nimri - Zulema Zahir (1-4). De gevaarlijkste gevangene van Cruz Del Sur en Cruz Del Norte. Ze is van Arabische afkomst en is de leidster van de gevangenen. Zulema zit een levenslange straf uit voor moord, bendevorming en illegaal bezit van wapens.
- Carlos Hipólito - Leopoldo Ferreiro Lobo (1-2). Vader van Macarena.
- Roberto Enríquez -  Fabio Martínez León (1-3). Opvliegende cipier van Cruz Del Sur. Had een tijd lang een liefdesverhouding met Macarena.
- Cristina Plazas - Miranda Aguirre Senén (1-2). Directrice van Cruz Del Sur, wegens haar zachtaardige karakter jegens de gevangenen ontslagen.
- Berta Vázquez - Estefanía Kabila Silva "Rizos" (1-4). Zit een straf uit van vier jaar voor drugs en diefstal. Had een romantische relatie met Saray en Macarena.
- Alba Flores - Saray Vargas de Jesús (1-4). Een jonge zigeunervrouw en de rechterhand van Zulema. Ze zit een straf van vier jaar uit voor een gewapende overval.
- Inma Cuevas - Ana Belén "Anabel" Villaroch Garcé (1-3). De op een na gevaarlijkste gevangene van Cruz Del Sur en de leidster van een groep gevangenen. Zit een straf van negen jaar uit wegens prostitutie en mensenhandel. Anabel verleent drugs en andere middelen in ruil voor geld en seksuele handelingen.
- María Isabel Díaz - Soledad "Sole" Núñez Hurtado (1-4). Tot 22 jaar veroordeeld voor het levend verbranden van haar man, die haar mishandelde.
- María Salgueiro - Encarna Molina (1-2). Moeder van Macarena.
- Ramiro Blas - Carlos Sandoval Castro (1-4). De gevangenisarts en latere directeur van Cruz Del Norte. Een gevaarlijke, bipolaire, door seks geobsedeerde man die gevangenen in zijn macht wil houden.
- Alberto Velasco - Antonio Palacios Lloret (1-2, 4). Zachtaardige cipier en latere directeur van Cruz Del Norte.
- Marta Aledo - Teresa "Tere" González Largo (1-4). Jonge vrouw, veroordeeld tot zes jaar cel wegens drugsgebruik.
- Daniel Ortiz - Román Ferreio Molina (1-2). Macarena's oudere broer.
- Harlys Becerra - Ismael Valbuena Ugarte (1-2). Cipier van Cruz Del Sur.
- Laura Baena Torres - Antonia Trujillo Díez (1-4). Gevangene van Cruz del Sur en Cruz Del Norte. Een zigeunervrouw die in de gevangeniskeuken werkt en verre familie van Saray.
- Jesús Castejón - Inspector Damián Castillo (1-4). Inspecteur bij de Spaanse politie en een voormalige collega van de vader van Macarena. Hij heeft een sterke rivaliteit met Zulema Zahir.
- Ruth Díaz -  Mercedes Carrillo (3-4). Gevangene veroordeeld tot vier jaar en half cel wegens fraude. Ze wordt later vermoord door Sandoval.
- Huichi Chiu - Akame (3). Leidster van de Chinese gevangenen in Cruz Del Norte.
- Javier Lara - Álex Moncada (3). Directeur van Cruz del Norte werd na de ontsnapping van Saray ontslagen en vervangen door Sandoval.
- Itzar Castro - Goya Fernández 3-4. Een van de meest gewelddadige gevangen in Cruz Del Norte die meestal jonge pas gearriveerde gedetineerden als seksslavinnen misbruikt.